# Carl Rakosi
Carl Rakosi (eredeti, születési neve: Rákosi Károly, Berlin, 1903. november 6. – San Francisco, 2004. június 25.) magyar–amerikai költő.

## Élete
Berlinben született, majd szülei válása után anyjával Baján élt 1904-től 1910-ig (Fő utca 279.), amikor az Egyesült Államokba költözött apjához és mostohaanyjához. Apja ékszerész és óragyártó volt Chicagóban, majd Garyben, Indianában. A család félszegénységben élt, de a Chicagói Egyetemre, majd a Wisconsin–Madison Egyetemre küldték tanulni. Egyetemi tanulmányai során kezdett el verseket írni. Érettségi után egy ideig szociális munkásként dolgozott, majd visszatért a főiskolára, hogy pszichológiát tanuljon. Nem sokkal huszonegyedik születésnapja után a nevét Callman Rawley-re változtatta, mert úgy érezte, nagyobb esélye van az alkalmazásra amerikaibb hangzású névvel.
1939-ben feleségül vette Leah Jaffe-et. 1940-ben St. Louisba költöztek, ahol megszületett lányuk, Barbara. Ott dolgozott 1943-ig a Zsidó Szociális Szolgálat Iroda ügyviteli igazgatójaként. Utána Clevelandben dolgozott a zavart gyermekeket ellátó bentlakásos kezelőközpont esetkezelési igazgatója. Ott született fiuk, George. Végül 1945-ben Minneapolisba költöztek, ahol huszonhárom évig a Zsidó Család- és Gyermekszolgálat ügyvezető igazgatója volt. Pszichológusként és tanárként végzett munka után visszatért a szociális munkához élete hátralévő részében. 2003. november elején Rakosi barátaival ünnepelte 100. születésnapját a San Francisco Public Library-ben.

## Költészete
A Wisconsin–Madison Egyetemen Rakosi szerkesztette a Wisconsin Literary Magazine-t. Költészetére hatással volt ebben a korszakában W. B. Yeats, Wallace Stevens és E. E. Cummings. Olvasta William Carlos Williams és T. S. Eliot műveit is. 1925-ben verseket publikált a The Little Review-ban és a Nation-ben. Az 1920-as évek végén Rakosi levelezett Ezra Pounddal, aki arra késztette Louis Zukofskyt, hogy lépjen kapcsolatba vele. Így Rakosi bekerült a Poetry objektivisták számába és az „Objektivisták” antológiába. Rakosinak fenntartásai voltak az objektivista címkével kapcsolatban, mert úgy érezte, hogy az érintett költők túlságosan különböznek egymástól ahhoz, hogy a szó bármilyen értelmes értelmében csoportot alkossanak. Különösen Charles Reznikoff munkásságát csodálta.
Akárcsak objektívista költőtársa, George Oppen, Rakosi is felhagyott a költészettel, miután 1941-ben megjelent a Selected Poems [Válogatott versek] című kötete. A társadalmi munkának szentelte magát, és nem írt verset. Andrew Crozier angol költő levele korai költészetéről volt az a kiváltó ok, ami miatt Rakosi újra írni kezdett. Huszonhat év után első könyve, az Amulet [Amulett] 1967-ben jelent meg a New Directions gondozásában, bár ez többnyire korábbi verseinek változataiból állt. 1980-ban Budapesten előadást tartott a PEN Clubban a harmincas évek amerikai költészetéről. Versei magyarul először 1982-ben jelentek meg a Nagyvilág című folyóiratban Orbán Ottó fordításában. Összegyűjtött verseit (Collected Poems) 1986-ban adta ki a National Poetry Foundation, amit további kötetek és felolvasások követtek az Egyesült Államokban és Európában.

## Könyvei
- Selected Poems (New Directions, 1941)
- Amulet (New Directions, 1967)
- Ere-Voice (New Directions, 1971)
- Ex Cranium, Night (Black Sparrow Press, 1975)
- The Collected Prose of Carl Rakosi (National Poetry Foundation, 1983)
- The Collected Poems (National Poetry Foundation, 1986)
- Poems, 1923–1941 (Sun & Moon Press, 1995)
- The Earth Suite (Etruscan Books, 1997)
- The Old Poet's Tale (Etruscan Books, 1999)